# Pintor de Salting

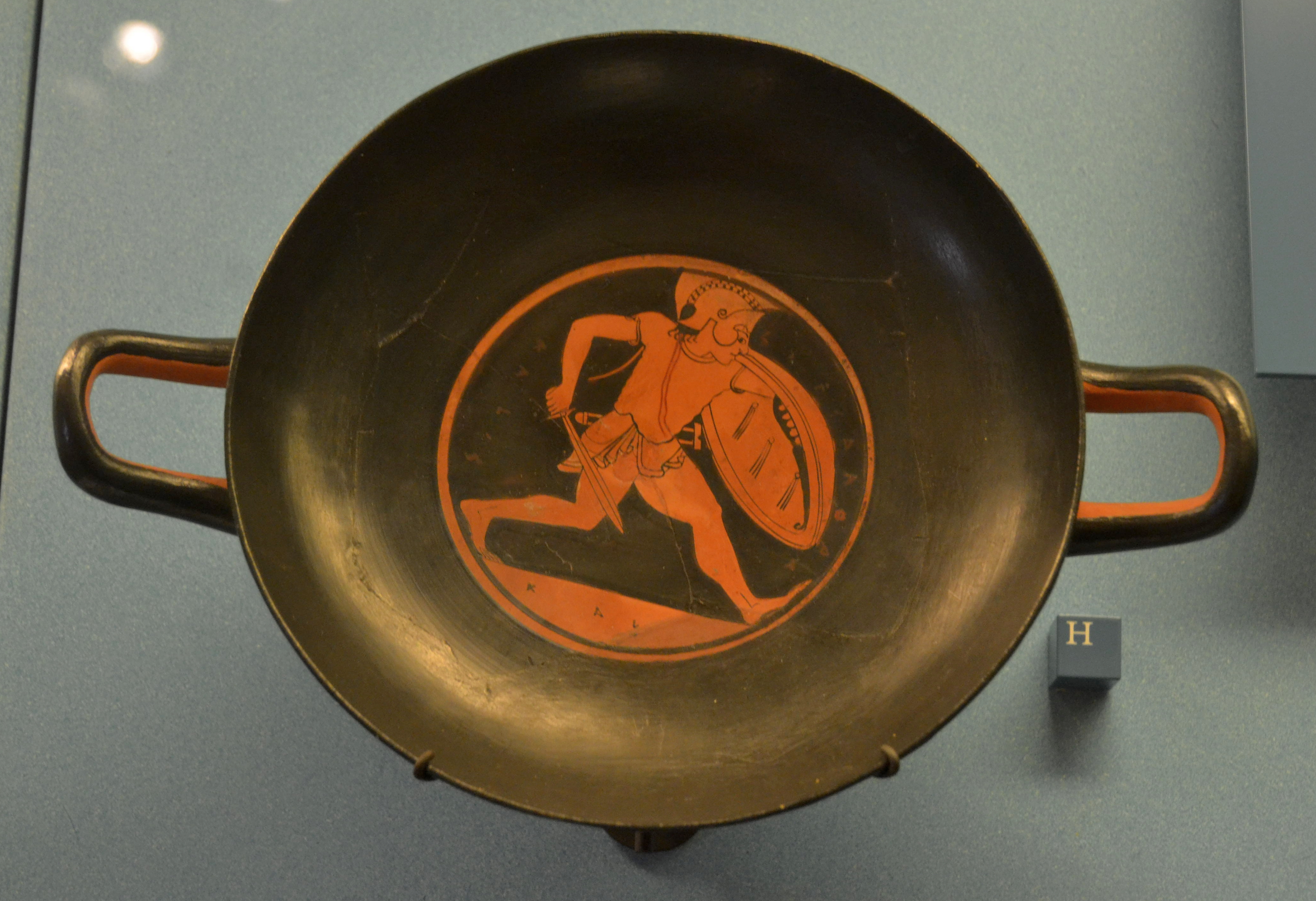
Obra asociada por John Beazley con el Pintor de Salting ("reminiscencia del Pintor de Salting") en el Museo Nacional de Dinamarca. Hoplita (se conocen varias representaciones de hoplitas del Pintor del salazón en esta forma, pero en su mayoría son hoplitas desnudos), c. 520/500 a. C.; posiblemente una obra temprana del pintor en la que aún no se pronunciaban todas las peculiaridades posteriores de proporciones.

El Pintor de Salting fue un pintor griego de cerámica ática de figuras rojas que trabajó en Atenas a finales del siglo VI a. C.
Fue uno de los primeros pintores de kílices de figuras rojas. Se estima que su período creativo está alrededor de la última década del siglo VI a. C. o en algunos casos incluso unos años antes. Su nombre no se ha transmitido, por lo que John Beazley, que reconoció y definió su firma artística dentro del gran cuerpo de cerámica antigua pintada que se ha transmitido, lo distinguió con un nombre convenido. Recibió este nombre de su vaso epónimo en el Museo Victoria y Alberto, que anteriormente pertenecía a la colección del renombrado coleccionista de arte George Salting Muestra en el tondo (cuadro interior) a un joven atleta desnudo con un disco en la mano.
El estilo del Pintor de Salting, como el de muchos pintores de copas de la época, no es fácil de entender. Sobre todo, está muy cerca del Pintor del carpintero. Beazley le atribuyó sólo unas pocas obras. Estaba seguro de que seis copas, dos más podrían pertenecer a los primeros trabajos del pintor. A esto añadió dos copas más, que clasificó como cercanos al pintor de Salting, y dos copas más de la proximidad estilística.